# Ulrich von Eppenstein
 (juin 2018).
Ulrich d'Eppenstein, né vers 1055 et décédé le 13 décembre 1121, issu de la maison des Eppenstein, fut abbé de Saint-Gall (en tant qu’Ulrich III) à partir de 1077, anti-abbé de Reichenau (1079) et tout comme Ulrich Ier patriarche d'Aquilée de 1086 jusqu'à sa mort.

## Vie
Ulrich était le fils de Markwart d'Eppenstein (1010/20-1076), duc de Carinthie à partir de 1073. Ses frères, Liutold, Henri et Hermann, ainsi que lui-même furent de précieux soutiens au roi Henri IV lors de la querelle des Investitures, notamment face aux familles de Rheinfelden et Zähringen. Jusqu'à sa mort, il est resté fidèle au parti de la dynastie franconienne.

## Actes
En 1077, la venue d'Ulrich von Eppenstein a bien été perçue. Du fait de son abbatiat, l’abbaye de Saint-Gall s’est retrouvée dans le camp royal lors de la querelle des Investitures. Cette affiliation les met directement en conflit avec l’abbé de Reichenau et l'évêque Gebhard III de Constance, ainsi qu’avec le duc Welf Ier de Bavière et Berthold II de Zähringen. Dans l’optique de sécuriser les territoires de l’abbaye, Ulrich fit construire plusieurs châteaux. 
En 1079 il fut nommé anti-abbé de Reichenau par Henri IV ; néanmoins, il n'a pas réussi à s'imposer face à l'abbé Ekkehard II de Nellenburg. Au cours des affrontements violents qui ont suivi, l'abbaye de Saint-Gall a perdu ses possessions foncières de la rive droite du Rhin. Durant cet épisode, l’abbé Ulrich fut forcé de céder des parties du trésor du monastère. En outre, Ekkehard II a tenté de faire nommer Luthold comme anti-abbé de Saint-Gall mais ces tentatives répétées ont échoué. Ce ne fut qu'en 1083 qu’il réussit finalement à remplacer Ulrich par Werinhar, moine de Reichenau, avec le soutien de l'antiroi Hermann de Salm. Après la démission de Werinhar en 1086, Ulrich d'Eppenstein reprit l’abbatiat. 
En 1086, il obtint le titre de patriarche d'Aquilée en interaction avec ses frères Liutold, duc de Carinthie et margrave de Vérone, et Henri, à ce temps margrave d'Istrie. Au départ de l'Italie, il tentait de renverser l'évêque Gebhard de Constance, mais sans succès.

## Liens
- Abt Ulrich von Eppenstein (1077–1121) im Stadtlexikon der Stadt Wil
- Ulrich von Eppenstein auf der Seite des Stiftsarchiv St. Gallen.